# Badacsonytomaj
Badacsonytomaj – miasto na Węgrzech, w Komitacie Veszprém, w powiecie Tapolca.

## Położenie
Położone jest nad Balatonem, u stóp góry Badacsony.